# BASIC
BASIC er en forkortelse for Beginners All-purpose Symbolic Instruction Code. BASIC er et nemt forståeligt programmeringssprog udviklet i slutningen af 1960'erne til undervisningsformål. BASIC er normalt et fortolket sprog og fandt allerede tidligt en stor udbredelse som programmeringssprog til personlige computere og hjemmecomputere. Det har desværre vist sig, at Basic ofte fører til spaghettikode, hvorfor det sjældent anvendes mere i sin oprindelige form. I Danmark anvendtes ofte en avanceret udgave af BASIC, kaldet COMAL. COMAL, der var udviklet i Danmark, havde tidligt en stor udbredelse i undervisningssektoren, blandt andet fandtes COMAL på Regnecentralens microdatamater Piccoline og Partner.
BASIC har haft et meget dårligt ry som programmeringssprog. I de tidlige versioner var der meget ringe muligheder for at strukturere programmerne. Eksempelvis var det ikke muligt at definere procedurer, som kunne genbruges flere steder i programmet. Da der blev brugt linjenumre var der ikke nødvendigvis en sammenhæng mellem programliniernes placering på skærmen og den rækkefølge programlinjerne blev udført i. Edsger Dijkstra kritiserede brugen af BASIC i undervisningssammenhæng i Selected Writings on Computing: A Personal Perspective.
BASIC er brugt i blandt andet Microsofts Visual Basic-pakke, med hvilken man hurtigt kan udvikle kraftige Windows-programmer. Denne succes er videreført af andre firmaer til f.eks. RealBASIC til Mac OS computere og DarkBASIC til udvikling af computerspil. Disse moderne versioner af BASIC-sproget kompilerer frem for at fortolke.
VBscript som bruges på dynamiske websider i ASP er en forenklet form form Visual Basic.